# Assefa Mezgebu
Assefa Mezgebu, etiopski atlet, * 19. junij 1978.
Sodeloval je na atletskem delu poletnih olimpijskih iger leta 2004.